# 韓軌
韓 軌（かん き、生没年不詳）は、中国の北魏末から北斉にかけての軍人・政治家。字は百年、あるいは伯年。本貫は太安郡狄那県。

## 経歴
高歓が晋州に駐屯したとき、韓軌は召し出されて鎮城都督となった。普泰元年（531年）、高歓が信都で起兵するのに賛同し、従軍して爾朱兆を広阿で破った。中興2年（532年）、韓陵の戦いに従軍し、平昌県侯に封ぜられた。永熙2年（533年）、中軍を率いて、爾朱兆を赤谼嶺で破った。永熙3年（534年）、韓軌は高歓の命を受けて蒲坂に拠り、入関をうかがった。のちに韓軌は泰州刺史に任じられて、国境の地方を安定させた。高歓が泰州に巡回したとき、韓軌を呼び戻すべく、泰州の城民に対し戸別に絹布2匹ずつを与えてなだめた。泰州の田昭ら7000戸はみな固辞して受け取らず、韓軌を留任させるよう請願した。高歓は感嘆して、韓軌を留任させることとした。韓軌はその後も軍功が多く、安徳郡公に進んだ。瀛州刺史に転じ、瀛州で収奪したとの御史の弾劾を受けて、官爵を削られた。まもなく安徳郡公に復帰した。武定3年（545年）12月、司空に上った。武定5年（547年）1月、侯景が河南で反乱を起こし、潁州城に入ると、韓軌は軍を率いてこれを討った。6月、潁州から軍を返した。7月、司徒に転じた。武定6年（548年）8月、太尉の高岳や大都督の劉豊らとともに西魏の王思政を潁川で攻撃した。天保元年（550年）5月に北斉が建てられると、6月に韓軌は安徳郡王に封ぜられた。韓軌の妹が高歓の夫人となり、上党王高渙を生んだため、北斉の勲戚として尊重された。しかしかれ自身の態度はいつも恭謙で、富貴に驕ることがなかったとされる。天保4年（553年）10月、精鋭の騎兵4000を率いて東方に赴き、契丹の退路を断った。天保5年（554年）8月、大司馬に任じられた。文宣帝による柔然に対する征戦に従軍し、軍中で急病のため死去した。仮黄鉞・太宰・太師の位を追贈され、諡を粛武といった。
子の韓晋明が後を嗣ぎ、武平の末年に尚書左僕射に上った。

## 伝記資料
- 『北斉書』巻15 列伝第7
- 『北史』巻54 列伝第42